# Hemipenthes yunnanensis
Hemipenthes yunnanensis är en tvåvingeart som beskrevs av Yao och Yang 2008. Hemipenthes yunnanensis ingår i släktet Hemipenthes och familjen svävflugor. Inga underarter finns listade i Catalogue of Life.